# سه خاک‌سپاری ملکیادس استرادا
سه تدفین ملکیادس استرادا (به انگلیسی: The Three Burials of Melquiades Estrada) یک فیلم نئو-وسترن فرانسوی-آمریکایی محصول سال ۲۰۰۵ است که تامی لی جونز در آن بازی کرده و آن را کارگردانی نموده است. فیلمنامه آن را گیرمو آریاگا نوشته است و جولیو سدییو، دوایت یواکام، جنیوری جونز و ملیسا لیو در آن نقش آفرینی کرده‌اند.